# Gargara selangori
Gargara selangori är en insektsart som beskrevs av William D. Funkhouser 1935. Gargara selangori ingår i släktet Gargara och familjen hornstritar. Inga underarter finns listade i Catalogue of Life.